# Seznam vietnamskih kardinalov
Seznam vietnamskih kardinalov.

## N
- Pierre Nguyen van Nhon
- Nguyen Van Thuan

## P
- Paul Joseph Pham Đinh Tung
- Jean-Baptiste Pham Minh Mân

## T
- Joseph Trinh-nhu-Khuê
- Joseph-Marie Trinh van-Can